# Achariten
Achariten (auch Akhratan) war ein nubischer König des kuschitischen Reiches im heutigen Norden des Sudan, der in der 2. Hälfte des 4. Jahrhunderts v. Chr. regierte.

## Belege
Er ist nur von einer schwarzen Granitstatue (Boston, Museum of Fine Arts 23.735), die sich im Amuntempel vom Berg Barkal (Napata) fand und von einem Block, der sich in der Pyramide Nu 14 bei Nuri fand, bekannt. Die Pyramide ist von beachtlicher Größe und es wurde von daher auf eine längere Regierungszeit geschlossen. Er wird auf Grund der Position seiner Pyramide in die Mitte des 4. vorchristlichen Jahrhunderts datiert.

## Titel
- Horus-Name: Ka-nacht-tjema-nedj-itef
- Thronname: Nefer-ib-Re
- Eigenname: Achariten